# Булевар хероја са Кошара (Нови Београд)
| Булевар хероја са Кошара | Булевар хероја са Кошара                 |
| ------------------------ | ---------------------------------------- |
|                          |                                          |
| Општина                  | Нови Београд                             |
| Почетак                  | Улица Николе Добровића Улица Тошин бунар |
| Крај                     | Улица Јурија Гагарина                    |
| Дужина                   | 2600 m                                   |
| Ширина                   | 10 m                                     |
| Створена                 | 2017                                     |
| Названа                  | 2017                                     |
|                          |                                          |
|                          |                                          |

Булевар хероја са Кошара је улица на Новом Београду која спаја улицу Тошин Бунар са Мостом на Ади.

## Опис
Дужина улице износи 2600 м, а она се протеже између Блока 65, Блока 66а, Блока 66 и блокова 40, 41а и 41. Одлуку да овај булевар понесе име хероја са Кошара донели су грађани Београда, који су гласали за овај назив путем мобилне апликације. Скупштина града Београда је 7. новембра 2017. године потврдила име ове улице, у знак сећања на 108 припадника Војске Југославије који су погинули у бици на Кошарама.